# کالین موینیهن، بارون ۴ام موینیهن
کالین موینیهن، بارون ۴ام موینیهن (انگلیسی: Colin Moynihan, 4th Baron Moynihan؛ زادهٔ ۱۳ سپتامبر ۱۹۵۵) سیاست‌مدار و قایقران سابق روئینگ اهل بریتانیا است.